# Dokuy
Dokuy ist sowohl eine Gemeinde (französisch commune rurale) als auch ein Département, das dasselbe Gebiet im westafrikanischen Staat Burkina Faso, in der Region Boucle du Mouhoun und der Provinz Kossi umfasst. Die Gemeinde hat in 25 Dörfern 28.642 Einwohner.